# Франк Санкт-Галлена
Франк Санкт-Галлена (нем. Franken) — денежная единица швейцарского кантона Санкт-Галлен в 1807—1850 годах. Франк = 10 батценов = 40 крейцеров = 160 пфеннигов.

## История
Чеканка монет кантона была начата в 1807 году.
Конституция Швейцарии, принятая в 1848 году, устанавливала исключительное право федерального правительства на чеканку монеты. К этому времени монеты кантона уже не выпускались, их чеканка была прекращена в 1817 году. 7 мая 1850 года был принят федеральный закон о чеканке монет, в том же году начата чеканка швейцарских монет.

## Монеты
Чеканились монеты:
- биллонные: 1, 2 пфеннига, 1⁄2, 1, 6 крейцеров, 1⁄4, 1⁄2, 1 батцен;
- серебряные: 5 батценов, 1⁄2 франка[1].

## Банкноты
В 1807—1850 годах банки кантона банкноты во франках не выпускали. Выпускали банкноты в гульденах:
- Bank in St.Gallen (основан в 1837, начал выпуск банкнот в гульденах около 1838, прекратил их выпуск примерно в 1852-м);
- Leih-und Sparkasse des Seebezirks (основана и начала выпуск банкнот в 1848, прекратила их выпуск в 1852).

После введения в 1850 году швейцарского франка выпускали банкноты во франках:
- Bank in St.Gallen (начал выпуск банкнот во франках около 1852, прекратил в 1907);
- St.Gallische Kantonalbank (основан и начал выпуск банкнот в 1868, прекратил в 1910);
- Toggenburger Bank (основан в 1863, начал выпуск банкнот в 1864, прекратил в 1907)[2].